# U.S. Cellular 250
Das U.S. Cellular 250 war ein Autorennen der NASCAR Nationwide Series, welches auf dem Iowa Speedway in Newton, Iowa ausgetragen wurde. Es wurde in der Saison 2009 in den Rennkalender aufgenommen und trat an Stelle des Corona México 200, welches im Autódromo Hermanos Rodríguez stattfand und 2008 letztmals ausgetragen wurde. Das Rennen auf der 0,875 Meilen (1,4 km) langen Strecke geht über eine Distanz von 218,75 Meilen (353 km), dies entspricht 250 Runden.
Bei der ersten Austragung in der Saison 2009 gelang es Brad Keselowski, den Sieg einzufahren. Dabei führte er in 121 der insgesamt 250 Runden.
2020 wurde es aufgrund der Corona-Pandemie abgesagt, 2021 dann völlig aus dem Rennkalender gestrichen.

## Sieger
| Jahr | Sieger          | Automarke | Preisgeld (USD) | Distanz (Meilen) | Renndurchschnitt (mph) |
| ---- | --------------- | --------- | --------------- | ---------------- | ---------------------- |
| 2009 | Brad Keselowski | Chevrolet | $154.743        | 218,75           | 91,858                 |
| 2010 | Kyle Busch      | Toyota    |                 |                  |                        |